# برکس‌پی‌پرازول
برکس‌پی‌پرازول (انگلیسی: Brexpiprazole) (با نام تجاری Rexulti) یک آنتی سایکوتیک غیر معمول است. این یک آگونیست جزئی گیرنده دوپامین D2 است و به عنوان یک «تعدیل‌کننده فعالیت سروتونین-دوپامین» (SDAM) توصیف شده‌است. این دارو در ۱۰ ژوئیه ۲۰۱۵ توسط سازمان غذا و داروی ایالات متحده (FDA) برای درمان اسکیزوفرنی و به عنوان یک درمان کمکی برای افسردگی تأیید شد. این دارو برای ارائه اثربخشی و تحمل‌پذیری بهبود یافته (مانند آکاتیزیا، بی‌قراری و/یا بی‌خوابی کمتر) نسبت به درمان‌های کمکی ایجادشده برای اختلال افسردگی اساسی (MDD) طراحی شده‌است.

## کاربرد پزشکی

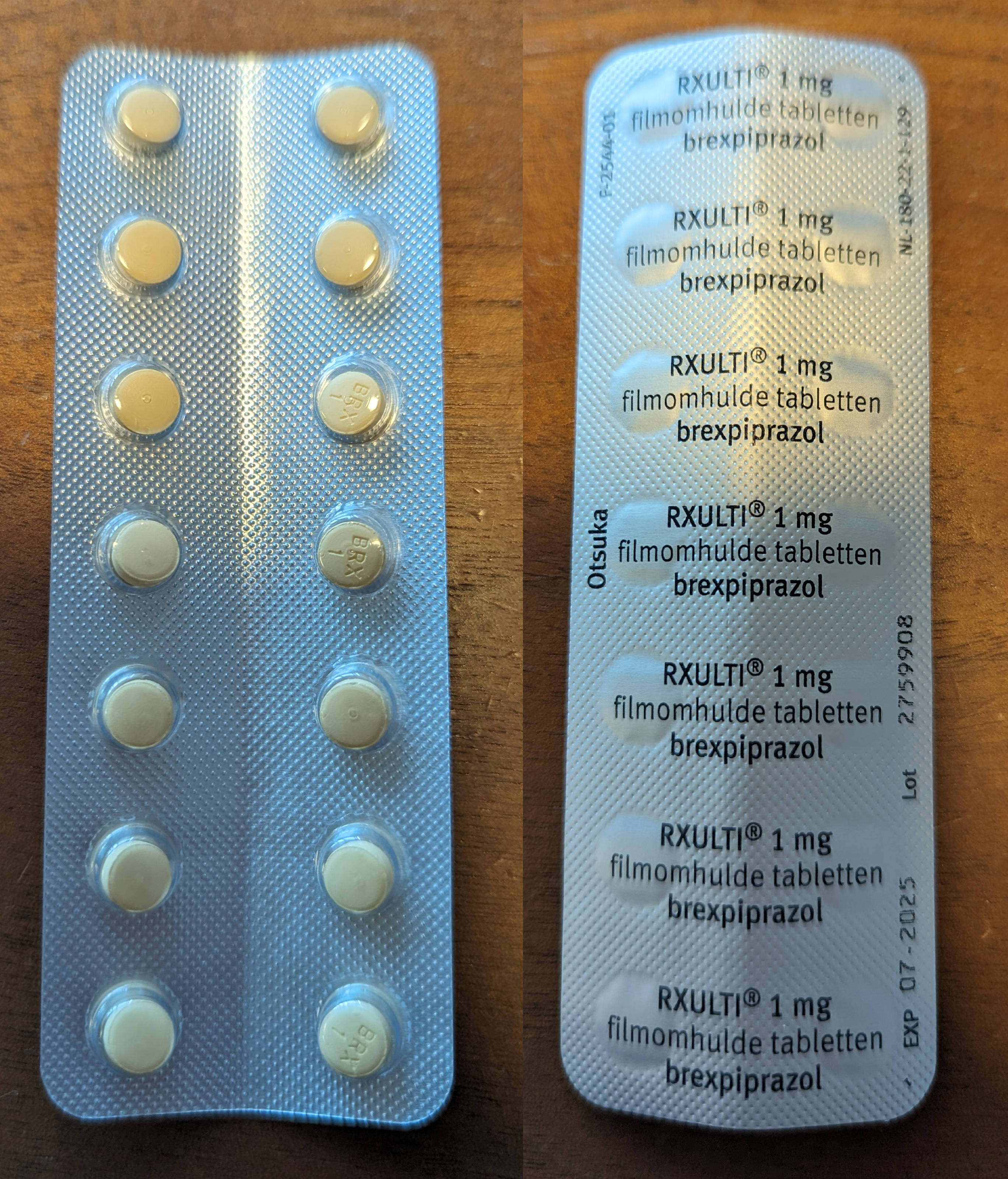
نمونه قرص با روکش فیلم برکس پی پرازول

برکس‌پی‌پرازول برای نشانه اسکیزوفرنی در کانادا، ایالات متحده، استرالیا، ژاپن و اروپا تأیید شده‌است. در سال ۲۰۱۹، همچنین در کانادا به عنوان درمان کمکی در اختلال افسردگی اساسی تأیید شد. در سال ۲۰۲۰ تنها به عنوان مکملی برای درمان اختلال افسردگی اساسی در برزیل تأیید شد. در ایالات متحده، در سال ۲۰۲۲ تأیید اسکیزوفرنی در درمان بیماران کودکان ۱۳ تا ۱۷ ساله تمدید شد.

## عوارض جانبی
شایع‌ترین عوارض جانبی مرتبط با برکسپیپرازول (همه دوزهای برکسپیپرازول به‌طور تجمعی بیشتر یا برابر با ۵٪ در مقابل دارونما) عفونت دستگاه تنفسی فوقانی (۶٫۹٪ در مقابل ۴٫۸٪)، آکاتیزیا (۶٫۶٪ در مقابل ۳٫۲٪)، وزن بود. افزایش (۶٫۳٪ در مقابل .۸٪)، و نازوفارنژیت (۵٫۰٪ در مقابل ۱٫۶٪).

## تداخلات
بر اساس اطلاعات ارائه شده در فرم‌های رضایت، به نظر می‌رسد برکس‌پیپرازول، مانند آری‌پیپرازول قبلی، زیرلایه‌ای از CYP2D6 و CYP3A4 است. به شرکت کنندگان در کارآزمایی‌های بالینی توصیه می‌شود از گریپ فروت، پرتقال سویا و مرکبات مرتبط خودداری کنند.

## فارماکولوژی
برکس‌پیپرازول به عنوان آگونیست جزئی گیرنده سروتونین 5-HT1A و گیرنده‌های دوپامین D2 و D3 عمل می‌کند. آگونیست‌های جزئی هم خاصیت مسدود کنندگی دارند و هم خاصیت تحریک کننده در گیرنده ای که به آن متصل می‌شوند. نسبت فعالیت مسدود کننده به فعالیت محرک بخشی از اثرات بالینی آن را تعیین می‌کند. برکس‌پیپرازول نسبت به سلف خود، آریپیپرازول، فعالیت مسدود کننده و محرک کمتری در گیرنده‌های دوپامین دارد، که ممکن است خطر تحریک و بی‌قراری آن را کاهش دهد. به‌طور خاص، در جایی که آری‌پیپرازول دارای فعالیت ذاتی یا اثر آگونیستی در گیرنده D2 ۶۰٪ + است، برکس‌پیپرازول دارای فعالیت ذاتی در همان گیرنده حدود ۴۵٪ است. برای آری‌پیپرازول، این به معنای فعال شدن بیشتر گیرنده دوپامین در دوزهای پایین‌تر است، با محاصره در دوزهای بالاتر، در حالی که برکس پیپرازول برعکس است. گیرنده، آنتاگونیست قوی در گیرنده‌های 5-HT2A، و آگونیست جزئی قوی در گیرنده‌های دوپامین D2 با فعالیت ذاتی کمتر در مقایسه با آریپیپرازول. خصوصیات in vivo برکسپیپرازول نشان می‌دهد که ممکن است به عنوان آگونیست تقریباً کامل گیرنده 5-HT1A عمل کند. این ممکن است بیشتر زمینه‌ساز پتانسیل پایین‌تری نسبت به آریپیپرازول برای ایجاد اختلالات مرتبط با حرکت و اورژانسی درمان مانند آکاتیزیا به دلیل آزادسازی پایین دستی دوپامین باشد که توسط آگونیسم گیرنده 5-HT1A ایجاد می‌شود. همچنین یک آنتاگونیست گیرنده‌های 5-HT2A، 5-HT2B و 5-HT7 سروتونین است که ممکن است در اثر ضد افسردگی نقش داشته باشد. همچنین به گیرنده‌های α1A-، α1B-، α1D- و α2C-آدرنرژیک متصل می‌شود و آن را مسدود می‌کند. این دارو میل بسیار ناچیزی برای گیرنده‌های استیل کولین موسکارینی دارد و از این رو هیچ اثر آنتی کولینرژیک ندارد. اگرچه برکس‌پیپرازول در مقایسه با آریپیپرازول تمایل کمتری به H1 دارد، اما افزایش وزن ممکن است رخ دهد.

## خوانش بیش‌تر
- "Australian Public Assessment Report for Brexpiprazole". Therapeutic Goods Administration (TGA). September 2018.